# Villa de María
Villa de María is een plaats in het Argentijnse bestuurlijke gebied Río Seco in de provincie Córdoba. De plaats telt 3.819 inwoners.